# Calima
Calima é uma vila e comuna angolana que se localiza na província de Huambo, pertencente ao município do Huambo.